# Michal Ajvaz
Michal Ajvaz (ur. 30 października 1949 w Pradze) – czeski powieściopisarz, nowelista, poeta i eseista.

## Życiorys
Wychował się w rodzinie Michala Ajvaza, chemika i tłumacza z rosyjskiego, wywodzącego się ze społeczności Karaimów. W 1967 ukończył liceum ogólnokształcące i zdał maturę. W 1967–1974 studiował filologię czeską i estetykę na Wydziale Filozoficznym Uniwersytetu Karola. W 1978 uzyskał stopień doktora literaturoznawstwa na podstawie pracy pt. Richard Weiner a Karel Čapek. Po studiach pracował fizycznie w wielu zawodach. W 1996–1999 był redaktorem tygodnika „Literární noviny”. Od 2003 jest zatrudniony na Uniwersytecie Karola.
Debiutował w 1989, jeszcze przed aksamitną rewolucją, tomikiem poezji Morderstwo w hotelu Intercontinental (Vražda v hotelu Intercontinental). W następnych latach opublikował zbiór opowiadań Powrót starego warana (Návrat starého varana) i powieść Inne miasto (Druhé město). Ponadto jest autorem m.in. powieści Zlatý věk i Prázdné ulice, największego jak dotąd swojego dzieła, będącego swoistym manifestem estetyczno-literackim. Za nią otrzymał w 2005 Nagrodę im. Jaroslava Seifarta. Do większej części twórczości Ajvaza należy eseistyka, spośród której najważniejszym zbiorem są Sny gramatik, záře písmen. Setkání s Jorgem Luisem Borgesem (do Borgesa bywa porównywany). Na język czeski przetłumaczył Na marmurowych skałach Ernsta Jüngera. W 2008 jego powieść Podróż na południe została nominowana do nagrody „Litera z prozu”. W 2012 otrzymał najważniejszą czeską nagrodę literacką „Magnesia Litera”, książką roku zostało jego opowiadanie Lucemburská zahrada. W 2015 przyznano mu międzynarodowe wyróżnienie, Prix européen Utopiales des pays de la Loire (za Inne miasto). W 2020 otrzymał Państwową Nagrodę Literacką za całokształt twórczości.

## Publikacje

### Powieści
- Druhé město (1993) – wyd. pol.: Inne miasto [w:] Morderstwo w hotelu International; Powrót starego warana; Inne miasto. Przekł. z czes. i oprac. Leszek Engelking. Sejny: „Pogranicze”, 2005.
- Tyrkysový orel (1997)
- Zlatý věk (2001)
- Prázdné ulice (2004)
- Cesta na jih (2008) – wyd. pol.: Podróż na południe. Przekł. z czes. Leszek Engelking. Wrocław: „Książkowe Klimaty”, 2016.

### Opowiadania
- Návrat starého varana (1991) – wyd. pol.: Powrót starego warana [w:] Morderstwo w hotelu International; Powrót starego warana; Inne miasto. Przekł. z czes. i oprac. Leszek Engelking. Sejny: „Pogranicze”, 2005.
- Lucemburská zahrada (2011)
- Města (2019)

### Poezja
- Vražda v hotelu Intercontinental (1989) – wyd. pol.: Morderstwo w hotelu International [w:] Morderstwo w hotelu International; Powrót starego warana; Inne miasto. Przekł. z czes. i oprac. Leszek Engelking. Sejny: „Pogranicze”, 2005.

### Eseje
- Znak a bytí. Úvahy nad Derridovou grammatologií (1994)
- Tiché labyrinty (1997)
- Tajemství knihy (1997)
- Světelný prales. Úvahy o vidění (2003)
- Sny gramatik, záře písmen. Setkání s Jorgem Luisem Borgesem (2003)
- Znak, sebevědomí a čas. Dvě studie o Derridově filosofii (2005)
- Příběh znaků a prázdna (2006)
- Padesát pět měst. Katalog sídel, o kterých vyprávěl Marco Polo Kublaj Chánovi, sepsaný k poctě Calvinovi (2006)
- Cesta k pramenům smyslu: Genetická fenomenologie Edmunda Husserla (2012)
- Kosmos jako sebeutváření (2017)

### Korespondencja
- Snování (2008) z Ivanem M. Havlem
- Sindibádův dům (2010) z Ivanem M. Havlem
- Pokoje u moře (2017) z Ivanem M. Havlem